# Guirmogo
Guirmogo est une localité située dans le département de Zabré de la province du Boulgou dans la région Centre-Est au Burkina Faso.

## Démographie
| 2003  | 2006  | 2012 |
| ----- | ----- | ---- |
| 2 290 | 2 570 | -    |

En 2006, sur les 2 570 habitants du village – regroupés en 404 ménages – 54,3 % étaient des femmes, près 56,4 % avaient moins de 14 ans, 40,9 % entre 15 et 64 ans et environ 2,4 % plus de 65 ans.

## Santé et éducation
Guirmogo accueille un centre de santé et de promotion sociale (CSPS) tandis que le centre médical avec antenne chirurgicale (CMA) se trouve à Zabré.
Le village possède une école primaire publique.